# دوروثی کلامپکه
دوروثی کلامپکه رابرتز (انگلیسی: Dorothea Klumpke; ۹ اوت ۱۸۶۱ – ۵ اکتبر ۱۹۴۲) یک اخترشناس آمریکایی بود. او مدیر دفتر اندازه‌گیری‌ها در رصدخانه پاریس بود و به عنوان شوالیه لژیون دونور، یا شوالیه نشان ملی لژیون افتخار منصوب شد.

## زندگی‌نامه
پدر رابرتز، جان جرارد کلامپکه (۱۸۲۵–۱۹۱۷)، یک مهاجر آلمانی بود که در سال ۱۸۵۰ در جریان تب طلا به کالیفرنیا آمد و بعدها به یک مشاور املاک موفق در سانفرانسیسکو تبدیل شد. او در سال ۱۸۵۵ با دوروثی ماتیلدا تول ازدواج کرد و این زوج پنج دختر و دو پسر داشتند. خواهران او شامل آنا الیزابت کلامپکه، نقاش و همراه نقاش حیوانات فرانسوی رزا بونهور؛ جولیا کلامپکه، نوازنده ویولن و آهنگساز؛ ماتیلدا، یک پیانیست ماهر و شاگرد مارمونتل؛ و آگوستا، متخصص مغز و اعصاب که همراه با همسر پزشکش، ژوزف ژول دژرین، یک کلینیک تأسیس کرد و مقالات متعددی نوشت.
در سال ۱۸۷۷، کلامپکه به پاریس، فرانسه نقل مکان کرد، در حالی که چهار خواهرش در مدارس آلمان و سوئیس تحصیل می‌کردند. او در دانشگاه پاریس تحصیل کرد. او ابتدا به مطالعه موسیقی پرداخت، اما بعداً به نجوم روی آورد. او مدرک لیسانس خود را در سال ۱۸۸۶ و دکترای خود را در سال ۱۸۹۳ دریافت کرد، و پایان‌نامه او بر روی حلقه‌های زحل متمرکز بود. در سال ۱۸۸۷، او شروع به کار در رصدخانه پاریس در کنار گیوم بیگوردان و لیپوت شولهوف، و بعداً عکاسان نجومی پل و پروسپر هنری کرد. کار او شامل اندازه‌گیری موقعیت ستارگان، پردازش عکس‌های نجومی، و مطالعه طیف ستاره‌ای و شهاب‌سنگ‌ها بود.

## کار
در سال ۱۸۸۶، سر دیوید گیل پیشنهاد یک اطلس از آسمان را داد. این ایده با استقبال پرشور مواجه شد، به ویژه از سوی مدیر رصدخانه پاریس، دریابد آمده موشه، که پیشنهاد یک جلسه بین‌المللی در پاریس را داد. این منجر به پروژه کارت دو سی شد که نیاز به عکسبرداری از تمام آسمان و نشان دادن ستارگان تا قدر ۱۴ داشت. رصدخانه پاریس قرار بود بخش عمده‌ای از آسمان را به عنوان سهم خود انجام دهد. همچنین تصور می‌شد که یک کاتالوگ از تمام ستارگان تا قدر ۱۱ تهیه شود.
کلامپکه به عنوان مدیر دفتر اندازه‌گیری‌ها (بورو د مزور) در رصدخانه پاریس منصوب شد، سمتی که برای یک دهه در اختیار داشت. او در این مدت چندین دانشمند زن دیگر را سرپرستی کرد.
در سال ۱۸۹۶، او با کشتی نروژی نورس کینگ به نروژ سفر کرد تا خورشیدگرفتگی ۹ اوت ۱۸۹۶ را مشاهده کند. در آنجا، با دکتر ایزاک رابرتز، یک بیوه ۶۷ ساله ولزی، کارآفرین و اخترشناس آشنا شد که پیشگام عکاسی نجومی شده بود. او همچنین در کنگره کارت دو سی پاریس شرکت کرده بود.
در سال ۱۸۹۹، اخترشناسان پیش‌بینی کرده بودند که یک بارش شهابی بزرگ که اکنون به نام بارش شهابی اسدی شناخته می‌شود رخ خواهد داد. فرانسوی‌ها کلامپکه را انتخاب کردند تا شخصی باشد که در یک بالون سوار شود تا بارش را مشاهده کند. بارش به یک شکست کامل تبدیل شد.
در سال ۱۹۰۱، دوروثی کلامپکه و ایزاک رابرتز ازدواج کردند و به خانه او در ساسکس، انگلستان نقل مکان کردند. رابرتز کار خود را در رصدخانه پاریس رها کرد تا با شوهرش باشد، که او را در یک پروژه برای عکسبرداری از تمام ۵۲ منطقه «مناطق سحابی» هرشل کمک کرد. ازدواج آن‌ها تا مرگ ایزاک در سال ۱۹۰۴ ادامه یافت. رابرتز تمام وسایل نجومی او و یک ثروت قابل توجه را به ارث برد.
رابرتز در خانه ساسکس ماند و عکاسی از ۵۲ منطقه را به پایان رساند، پس از آن به نزد مادر و خواهرش آنا در شاتو رزا بونهور رفت و تمام مجموعه صفحات عکاسی را با خود برد. او به رصدخانه پاریس بازگشت و ۲۵ سال را به پردازش صفحات و یادداشت‌های شوهرش گذراند، و به‌طور دوره‌ای مقالاتی در مورد نتایج منتشر کرد. در سال ۱۹۲۹، او یک کاتالوگ جامع از بررسی اطلس ایزاک رابرتز از ۵۲ منطقه، راهنمای مناطق سحابی ویلیام هرشل را منتشر کرد. او در سال ۱۹۳۲ برای این انتشار جایزه هلن-پل هلبورونر را از آکادمی علوم فرانسه دریافت کرد. دوروثی کلامپکه رابرتز در ۵ اکتبر ۱۹۴۲ درگذشت، که برای چندین سال از سلامتی ضعیفی برخوردار بود.
وی همچنین برندهٔ جوایزی همچون لژیون دونور (شوالیه) شده است.